# Stade Costante-Girardengo
Le stade Costante-Girardengo (en italien : Stadio Costante Girardengo), est un stade de football italien situé dans la ville de Novi Ligure, dans le Piémont.
Le stade, doté de 3 500 places et inauguré en 1966, sert d'enceinte à domicile à l'équipe de football de l'Unione Sportiva Dilettantistica Novese.
Le stade porte le nom de Costante Girardengo, ancien coureur cycliste,.

## Histoire
Le stade ouvre ses portes en 1966, et dispose d'une piste d'athlétisme à 6 voies de 400 mètres de long.